# Opisthotrochopodus tunnicliffeae
Opisthotrochopodus tunnicliffeae är en ringmaskart som beskrevs av Pettibone 1988. Opisthotrochopodus tunnicliffeae ingår i släktet Opisthotrochopodus och familjen Polynoidae. Inga underarter finns listade i Catalogue of Life.